# Поденцана
Поденцана (італ. Podenzana) — муніципалітет в Італії, у регіоні Тоскана, провінція Масса-Каррара.
Поденцана розташована на відстані близько 330 км на північний захід від Рима, 115 км на північний захід від Флоренції, 24 км на північний захід від Масси.
Населення — 2191 особа (2014).
Щорічний фестиваль відбувається 25 липня. Покровитель — San Giacomo.

## Демографія
Населення за роками:

Станом на 1 січня 2023 року в муніципалітеті офіційно проживало 118 іноземців з 21 країни, серед них 41 громадянин країн Євросоюзу та 6 громадян України.

## Сусідні муніципалітети
- Аулла
- Болано
- Каліче-аль-Корновільйо
- Фолло
- Ліччана-Нарді
- Трезана